# Perizoma flexuosaria
Perizoma flexuosaria là một loài bướm đêm trong họ Geometridae.